# Bjambín Rincsen
Bjambín Rincsen, teljes neve: Jensijebü ovogt Bjambín Rincsen, Еншөөбү овогт Бямбын Ринчен, ᠶᠡᠩᠰᠢᠶᠡᠪᠦ ᠣᠪᠣᠭᠲᠤ ᠪᠢᠮᠪᠠ ᠶᠢᠨ ᠷᠢᠨᠴᠢᠨ (Altanbulag, ma Szelenga tartomány, 1905. december 25. – Ulánbátor, 1977. március 4.) mongol író, fordító, nyelvész.

## Élete
Dasdordzsín Nacagdordzshoz hasonlóan ő is Dzsingisz kán egyenes ági leszármazottja volt. Felmenői a leendő Burjátia területén törzsi vezetők voltak. Apja, Radnajav Bimbaev (1874-1921) mandzsu tolmács volt Kjahta város határőr-parancsnokságán, később, a Távol-keleti Köztársaság idejében járási közoktatási vezető volt. orosz-mongol és mongol-orosz szótárakat állított össze.
Bjambín Rincsen már gyermekkorában elsajátította az orosz, a mongol és a mandzsu nyelveket. Tanulmányait 1914-ben kezdte meg, s 1920-ban tett érettségi vizsgát. Az 1920-as évek elején Kjakta Damdin Szühebátor és Horlógín Csojbalszan forradalmi tevékenységének központjává vált. 1921. március  1. és március 3. közt itt került sor a Mongol Néppárt első kongresszusára, amelyen Rincsen mint tolmács vett részt. Ebben az időben találkozott Konsztantyin Konsztantyinovics Rokosszovszkijjal, aki akkor a Vörös Hadsereg 35. Független Lovasezrede parancsnoka volt. 1923 és 1924 közt egy ulan-udei pedagógiai iskolában tanult. 1924-ben több mongol fiúval együtt Leningrádba küldték tanulni. A Keleti Nyelvek Intézetébe került, ahol 1927-ben orientalista diplomát szerzett. Hazatérte után Mongólia tudományos bizottságában kezdett dolgozni. Filológiával, nyelvészettel és irodalomtörténettel kezdett foglalkozni, de a néprajz- illetve a vallástudomány iránt is érdeklődött. Ebben az időszakban írta első verseit és novelláit is.
Számos regényt és novellát írt, ezek közül több a mongol irodalom klasszikusa lett, s mindmáig a mongol iskolák kötelező olvasmányai közt szerepel: Anu hatun (Anu királynő), Zaan Zaluudai, Ikh nuudel (Nagy vándorlás), Ber ceceg (A menyasszony virága), Nuucyg zadruulsan zahia (Az áruló levele) és Shüherch Buniya (Bunija, az ejtőernyős). Csogtu Kong Tajdzsi költő életrajzából filmforgatókönyvet készített, amely 1940-ben Mongol Állami Díjat nyert. A díjjal járó pénzösszeget a második világháború leningrádi árváinak támogatására adományozta. Üüriin tuyaa (Hajnal) című, a modern mongol történelemmel foglalkozó regénye orosz, cseh és kínai nyelven is megjelent. Néhány munkája megjelent angol és német nyelven is. Jelentős fordítói tevékenysége is, orosz, mandzsu, francia, angol, kínai, lengyel, cseh, német és eszperantó alkotásokat ültetett mongol nyelvre. Lefordította Makszim Gorkij, Majakovszkij, Solohov, Maupassant és Nâzım Hikmet munkáit, ezzel széles körű elismerést szerezve nekik a mongol olvasók közt. Az 1920 és 1970 közti időszakban húsz ország több, mint hetven szerzőjének 240 munkáját fordította mongolra.  
1956-ban Rincsen  megvédte doktori disszertációját a Magyar Tudományos Akadémia budapesti disszertációs tanácsában a Монгол бичигийн хэлний зуй (A mongol írásbeliség lingvisztikája) témában. Ez az alapvető kutatás 4 kötetben jelent meg 1964–1967-ben. 1979-ben posztumusz jelent meg az ő vezetésével elkészített Atlas of Mongolian ethnography and linguistics, amely a mongol dialektológia egyik legfontosabb munkája. Írt a mongol sámánizmusról, nyelvemlékekről és néprajzról is. Fia, Rincsen Barszbold híres paleontológus és geológus.

## Magyarul megjelent művei
Néhány novelláját a Nagyvilág közölte. Antológiákban megjelent írásai:
- Fiaváró öregapó (antológia, Rincsen néhány novellájával, Európa kiadó, 1971)
- A mongol irodalom kistükre (antológia, Rincsen néhány novellájával, Európa kiadó, 1971)
- Kilenc égben (versgyűjtemény, Rincsen néhány költeményével, Timp kiadó, 2006, ISBN 9639614165)

## Fordítás
- Ez a szócikk részben vagy egészben  a   Byambyn Rinchen című angol Wikipédia-szócikk ezen változatának fordításán alapul.  Az eredeti cikk szerkesztőit annak laptörténete sorolja fel. Ez a jelzés csupán a megfogalmazás eredetét és a szerzői jogokat jelzi, nem szolgál a cikkben szereplő információk forrásmegjelöléseként.